# Nabla
Nábla je matematični simbol {\displaystyle \nabla }. Včasih se ga opremi tudi z vektorsko puščico: {\displaystyle {\vec {\nabla }}}. Uporabljamo ga za zapis operatorja vektorskega odvajanja:
{\displaystyle \nabla =\left({\frac {\partial }{\partial x}},{\frac {\partial }{\partial y}},{\frac {\partial }{\partial z}}\right)}
Uporabljamo ga zlasti v treh situacijah:
- Za zapis gradienta skalarnega polja f

{\displaystyle {\rm {grad}}~f=\nabla f=\left({\frac {\partial f}{\partial x}},{\frac {\partial f}{\partial y}},{\frac {\partial f}{\partial z}}\right)}
- Za zapis divergence vektorskega polja V = (Vx,Vy,Vz):

{\displaystyle {\rm {div}}~{\vec {V}}=\nabla {\vec {V}}=\nabla \cdot {\vec {V}}={\frac {\partial V_{x}}{\partial x}}+{\frac {\partial V_{y}}{\partial y}}+{\frac {\partial V_{z}}{\partial z}}}
- Za zapis rotorja vektorskega polja V = (Vx,Vy,Vz):

{\displaystyle {\rm {rot}}~{\vec {V}}=\nabla \times {\vec {V}}=\left({\frac {\partial V_{z}}{\partial y}}-{\frac {\partial V_{y}}{\partial z}},{\frac {\partial V_{x}}{\partial z}}-{\frac {\partial V_{z}}{\partial x}},{\frac {\partial V_{y}}{\partial x}}-{\frac {\partial V_{x}}{\partial y}}\right)}
Simbol nabla je leta 1837 prvi uporabil William Rowan Hamilton v obliki bočnega klina: ⊳. Ime izhaja iz starogrške besede za hebrejsko harpo, ki ima podobno obliko. Sorodni besedi obstajata tudi v aramejščini in hebrejščini. Lord Kelvin je leta 1884 zapisal: »Dovolil sem si vprašati profesorja Bella ali ima ime za ta simbol {\displaystyle \nabla }, in mi je omenil nablo, hudomušni predlog Maxwella. Ime ima po egipčanski harpi, ki ima enako obliko.«